# Palmiro Togliatti
Palmiro Togliatti (Gênova, 26 de março de 1893 — Ialta, 21 de agosto de 1964) foi um político e dirigente do Partido Comunista da Itália e líder do Partido Comunista Italiano de 1927 até sua morte. Ele foi apelidado de Il Migliore ("O Melhor") por seus apoiadores. Em 1930 tornou-se cidadão da União Soviética  e mais tarde teve uma cidade naquele país com o seu nome: Tolyatti.
Togliatti foi membro fundador do Partido Comunista da Itália (Partito Comunista d'Italia, PCd'I) e, de 1927 até sua morte, foi o Secretário e o líder indiscutível do Partido Comunista Italiano, exceto no período de 1934 a 1938, durante o qual atuou como representante do Comintern, a organização internacional dos partidos comunistas. Após a dissolução do Comintern em 1943 e a formação do Cominform em 1947, ele recusou o cargo de Secretário Geral, oferecido a ele diretamente por Stalin em 1951, preferindo permanecer à frente do PCI.
De 1944 a 1945, Togliatti ocupou o cargo de vice-primeiro-ministro e de 1945 a 1946 foi nomeado ministro da Justiça nos governos que governaram a Itália após a queda do fascismo. Ele também foi membro da Assembleia Constituinte da Itália.
Togliatti sobreviveu a uma tentativa de assassinato em 1948 e morreu em 1964, durante um feriado na Crimeia, no Mar Negro.

## Trabalhos
A coleção de obras em oito volumes em italiano, publicada pela Editori Riuniti, Roma.
- Palmiro Togliatti Opere Vol. I, 1917–1926. Editado por Ernesto Ragionieri, 1967.
- Palmiro Togliatti Opere Vol. II, 1926–1929. Editado por Ernesto Ragionieri.
- Palmiro Togliatti Opere Vol. III, 1, 1929–1935. Editado por Ernesto Ragionieri, 1973.
- Palmiro Togliatti Opere Vol. III, 2, 1929–1935. Editado por Ernesto Ragionieri, 1973.
- Palmiro Togliatti Opere Vol. IV, 1, 1935–1944. Editado por Franco Andreucci & Paolo Spriano, 1979.
- Palmiro Togliatti Opere Vol. IV, 2, 1935–1944. Editado por Franco Andreucci & Paolo Spriano, 1979.
- Palmiro Togliatti Opere Vol. V, 1944–1955. Editado por Luciano Gruppi, 1984. ISBN  88-359-2736-6.
- Palmiro Togliatti Opere Vol. VI, 1956–1964. Editado por Luciano Gruppi, 1984. ISBN 88-359-2778-1.